# Rosa Bertram
Rosa Bertram (* 22. Juni 1898 in Worms; † 24. März 1945 in Bensheim) war eine deutsche römisch-katholische Märtyrerin jüdischer Herkunft.

## Leben
Rosa Kuhn verlor in Worms früh ihre jüdischen Eltern, trat 1919 zum katholischen Glauben über und heiratete den Lederfabrikanten Karl Bertram. Sie schenkte ihm zwei Söhne. In der Zeit des Nationalsozialismus hatte die Familie zunehmend unter den Nürnberger Gesetzen zu leiden. Am 19. Dezember 1944 wurde Rosa Bertram verhaftet und kam über das Polizeigefängnis Worms in die Gestapo-Zentrale in Bensheim. Bei der Vernehmung wurde sie mehrfach ins Gesicht geschlagen.
In Bensheim war sie vier Monate lang mit 25 Russinnen in einer Zelle. Sie musste auf dem blanken Zementboden schlafen. Sie bekam nur eine halbe Verpflegungsportion. Die hygienischen Verhältnisse waren so, dass sie sich einen schmerzhaften Ausschlag zuzog. Ärztliche Hilfe wurde ihr verweigert. Am 24. März 1945 um 20.00 Uhr verließ sie zusammen mit 13 verbliebenen Gefangenen, geführt von der Gestapo, Bensheim in Richtung Kirchberg. Dort wurde sie durch Genickschuss getötet.

## Gedenken
Die deutsche Römisch-katholische Kirche hat Rosa Bertram als Märtyrerin aus der Zeit des Nationalsozialismus in das deutsche Martyrologium des 20. Jahrhunderts aufgenommen. Der Gedenkstein für das Kirchberg-Massaker verzeichnet ihren Namen. In Worms wurde 2008 in der Wollstraße 13 ein Stolperstein verlegt. Im Wormser Dom ist eine Gedenktafel angebracht.